# Team Fortress 2
Team Fortress 2 je týmová akční hra pro více hráčů z pohledu první osoby vytvořená společností Valve Corporation. Jedná se o pokračování hry Team Fortress Classic. Poprvé byla zveřejněna jako součást balíku her s názvem The Orange Box 10. října 2007 pro Windows a Xbox 360 a 22. listopadu téhož roku pro PlayStation 3. Samostatně lze hru pořídit od 9. dubna 2008 v krabicové verzi nebo online přes distribuční službu Steam. Hra je nyní zdarma ke stažení na Steamu. Hlavními vývojáři jsou John Cook a Robin Walker, kteří byli zároveň i designeři původní modifikace Team Fortress pro Quake v roce 1996. V červnu 2011 byla hra pro PC a MAC uvolněna zdarmaa později i na Linux. Její chod je podporován tzv. mikrotransakcemi. Ve hře jsou 2 typy účtů, Free to play a Premium. Zakoupením Prémiového účtu pomocí nákupu v herním obchodě se hráči odemknou další herní módy a textová a hlasová komunikace.

## Předměty
Hra obsahuje dodatečné zbraně a kosmetické předměty (které jsou pouze dekorativní). 
Kosmetické předměty mají různé kvality jako Normal, Unique nebo Unusual.
Získávání předmětů probíhá primárně systémem náhodného obdržení předmětů, vyměňováním, nákupem nebo otevření herních beden.

## Zbraně
Zbraně jsou různé předměty které jsou použity v boji, hráči s nimi mohou provádět speciální taunty nebo obdivovat jejich reskiny. Zbraně jsou hráčům uděleny přes náhodné nalezení, craftování, splněním achievementů, otevřením krabic nebo obchodováním. Zbraně mohou mít rozličnou kvalitu.

## Vyměňování
Směňování, také známo jako „Obchodování“ je systém přidán do v Mann-Conomy Updatu, který dovoluje hráči vyměnit zbraně, klobouky, postr. předměty a nářadí s ostatními hráči nebo roboty k získání předmětů, které chtějí.

## Crafting
Crafting je herní systém, který umožňuje hráčům vytvořit specifické předměty pro použití v Team Fortress 2. Crafting byl představen ve WAR! Aktualizaci, Patch z 17. prosince 2009. Předměty, které lze vytvořit zahrnují zbraně, klobouky, a materiály, které mohou být použity pro budoucí craftění, jako jsou Scrap Metaly nebo Třídní žetony. Crafting je obvykle spojován s využitím nechtěných nebo duplikovaných předmětů obdržené přes systém obdržení předmětů. Aby hráč úspěšně vytvořil předmět, musí následovat plány, které jsou dostupné na „Premium“ účtech. Poté, co hráč následoval platný recept obdrží předmět specifikován v plánu. Jestliže se hráč pokusí o craftění s nesprávnými ingrediencemi, nepodaří se mu předmět vytvořit. Ne prémioví hráči nemohou craftit vzácné nebo speciální předměty. Nástroje nemohou být vycraftěny za žádných podmínek.

## Postavy

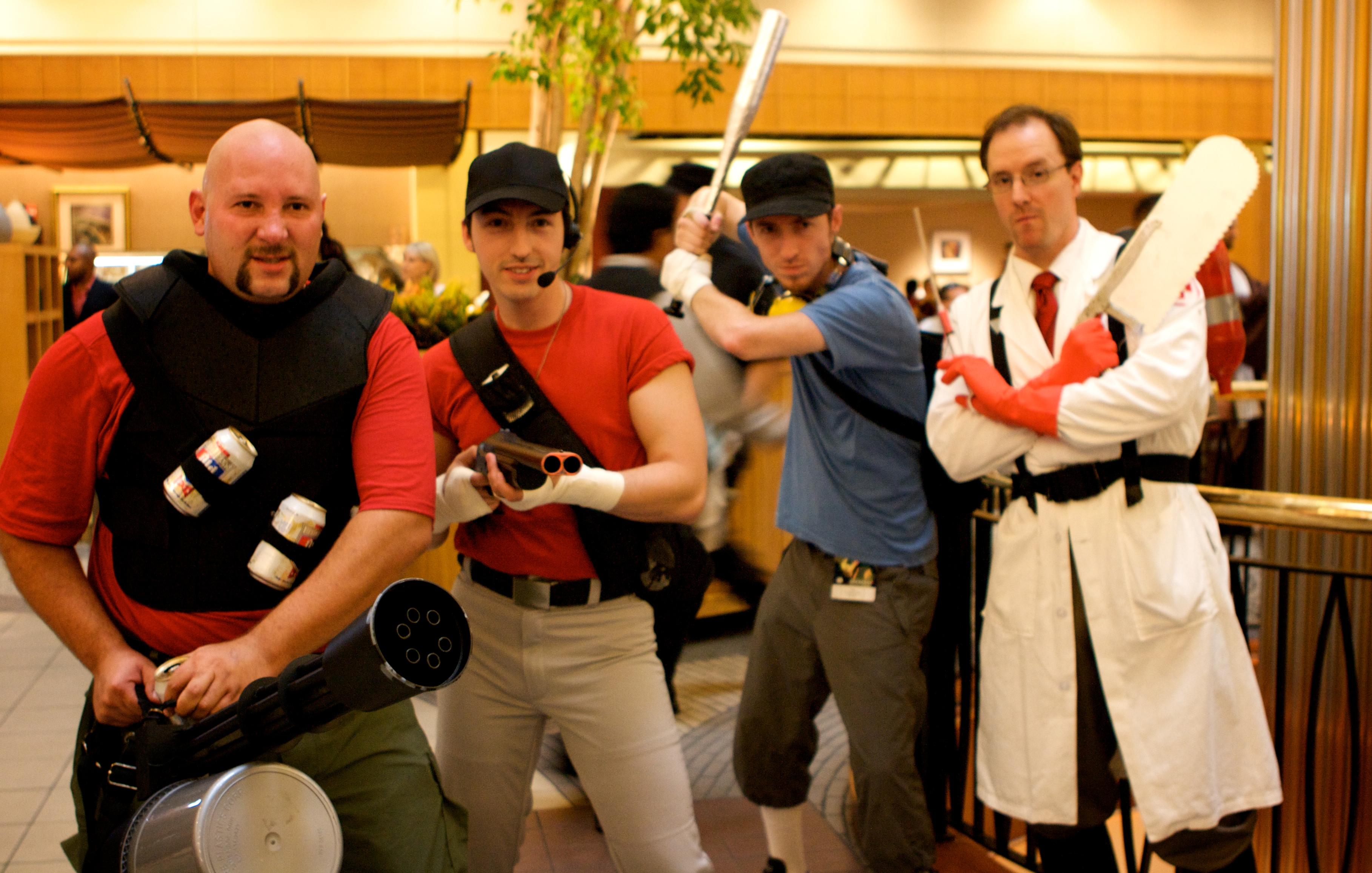
Cosplay jednotlivých postav.

V této hře je celkem devět hratelných postav, které se dělí do tří skupin – obranná, útočná a podpora. Každá skupina má 3 postavy, dohromady má tým 9 postav. V každém zápase proti sobě hrají dva týmy, tým BLU (modrý) a tým RED (červený). Při vývoji hry se přemýšlelo nad 4 týmy, červení, modří, zelení a žlutí, nakonec ale bylo rozhodnuto, že ve hře zůstanou týmy pouze dva.

### Útočná skupina

#### Scout
Scout (průzkumník) je Američan (z Bostonu) a je nejrychlejší postavou ve hře. Jako jediný má dvojitý skok, při použití k tomu určitých zbraní může mít i trojitý. Scout má málo životů, tudíž jej každý může velice jednoduše zabít. Jeho základní zbraní na střední vzdálenost je pistole, na krátkou pak používá upilovanou brokovnici a baseballovou pálku. V původní verzi hry měl mít tak zvanou nail gun, což byla zbraň, která vystřelovala hřebíky. Po té co dali Scoutovi malou pistol tak byla nail gun odstraněná.

#### Soldier
Soldier (voják) je Američan z Colorada, mající raketomet a brokovnici na střední a delší vzdálenost, lopata mu pak slouží na vzdálenost kratší. Jeho výhodou je mnoho životů a schopnost skákat výš a dál pomocí vystřelení rakety pod sebe (tzv. Rocket Jump), nevýhodou je pak jeho rychlost (tedy spíše pomalost).

#### Pyro
Záhadná postava stvořena v nitru sopky s maskou kryjící pravou tvář pod kterou vidí svět z duhy (Pyroland). Pyro se narodil jako zabiják s plamenometem, brokovnicí (nebo pistolí na světlice) a sekyrkou určenou pro okamžitou smrt. Přes jeho masku mu není rozumět, což je ve hře používáno jako vtip. Navíc dokáže odrazit Soldierovy rakety, Demomanovy bomby, Sniperovy šípy a jiné projektily sekundární střelbou svého plamenometu. Je hlavním bojovníkem proti Spyům, kteří jsou po zapálení viditelní a tím pádem i velice zranitelní. Jeho pohlaví je v mnoha ukázkách a mapách zpochybňováno.

### Obranná skupina

#### Demoman
Je to Skot s prokletým okem, které nejde vyléčit. Zaměřuje se hlavně na výbušné zbraně, granátomet a vrhač speciálních bomb, které se dokáží přilepit na téměř jakýkoli povrch a které dokáže na povel odpálit. Na krátkou vzdálenost mu poslouží rozbitá láhev od whiskey (někdy to může být i meč nebo sekera). Díky svým bombám dokáže dělat větší skoky (tzv. Sticky Jump) podobně jako Soldier.

#### Heavy
Heavy ze Sovětského svazu je velmi silný, ale zároveň je nejpomalejší postavou ve hře. Spolupracuje-li s Medicem, může být velmi těžko zastavitelný. Jeho hlavní zbraní je rotační kulomet, kterému říká Sasha, dále pak používá brokovnici a své pěsti, popřípadě vymění brokovnici za jídlo (sandwich, steak, čokoládu, banán, nebo fish cake). Nepozorný Heavy je často obětí Snipera či Spye, hlavně kvůli jeho pomalosti.

#### Engineer
Engineer (inženýr) je z Texasu a je expert převážně na stavění tzv. Sentry gun (automatická střílna), Dispenserů (dává spoluhráčům munici a životy, Engineerovi dává metal (železo) na stavění) a Teleporterů, které umožňují jemu a jeho týmu se rychle dostat na jiné místo na mapě a být tak na bojišti co nejdříve. Jeho hlavní zbraní je brokovnice a jako sekundární zbraň používá malou pistoli, na blízko útočí svým klíčem, kterým umí také opravovat a vylepšovat své i spojenecké budovy. Ke stavbě budov potřebuje železo, které získá z krabic s municí, zničených budov či respawnem. Jeho nevýhodou je malý počet životů.

### Podpora

#### Medic
Medic (doktor) je Němec z Stuttgartu, který se zaměřuje hlavně na léčení spoluhráčů ve svém týmu pomocí „Medi-Gun“ (je zde více typů Medi-Gun, lišící se rychlostí léčení nebo typem ÜberCharge např.: „quick-fix“). Po době 40 sekund léčení může dát Medic jinému hráči a sám sobě na osm sekund ÜberCharge, který zajistí nesmrtelnost.(avšak jak již bylo řečeno jde o to jakou máte „Medigun“). Vzdálí-li se však od sebe až moc, může být ÜberCharge a i léčení přerušeno. Na útok na dálku používá speciální zbraň „syringe gun“, kterou střílí injekce, na blízko lékařskou pilu na řezání kostí zvanou „bone saw“. Ostatní classy (třídy) volají Medica stisknutím klávesy E.

#### Sniper
Sniper (odstřelovač) pochází z Austrálie a je skvělý na delší vzdálenost. Pomocí své odstřelovací pušky může dávat headshot, čímž jednou ranou zabije jakéhokoliv nepřítele (na silnější postavy typu Heavy však pro toto potřebuje před výstřelem počkat několik sekund na nabití ukazatele, aby získal až trojnásobné poškození). Dále má ještě SMG a Kukri. Nepozorný Sniper je často obětí Spye, hlavně kvůli tomu, že Sniper většinou vyčkává na jednom místě celou hru a často sleduje nepřátele v dalekohledu pušky, takže nevidí kolem sebe.

#### Spy
Spy (špion) je Francouz, který se může pomocí svých hodinek stát na deset sekund neviditelným (doba neviditelnosti se může lišit podle typu hodinek) a tím se dostat nepříteli do základny. Nevýhoda jeho neviditelnosti je, že při ní nemůže útočit, tlačit vozíky s bombou, nosit nepřátelské kufříky, ani zabrat kontrolní bod. Dále má pak nůž „motýlka“, kterým při zásahu zezadu způsobuje okamžitou smrt (tzv. Backstab). Může se převléct za jakéhokoliv nepřátelského i spojeneckého hráče a dokáže tak splést i nepřátelského Medica a dispensery, aby ho léčily. Může též využít nepřátelský Teleporter. Dále jsou tu i jedny speciální hodinky zvané Dead Ringer, které předstírají smrt. Na delší vzdálenost používá revolver. Spy dokáže zničit Engineerovy výtvory pomocí svého Sapperu.

## Kosmetické předměty
Kosmetické předměty (též známe jako klobouky a postranní předměty) jsou nositelné předměty s vlastní 'head' sekcí v loadoutu. Klobouky nemají žádný dopad na hratelnost a existují pouze z kosmetických důvodů. Valve přidalo první sadu 9 kosmetických p. s Sniper vs. Spy aktualizací. Mnoho následujících hlavních aktualizací obsahovalo další sady a také kosmetických p. vytvořené členy komunity samotné.
Kosmetické předměty mohou být získány náhodně přes nalezení ve hře (tzv. drop systém(P2P)), použitím craftovacího systému(P2P), nebo koupí v Mann Co. Obchodu. Ale kvůli jejich velice nízké šanci k náhodnému nalezení a vysoké ceně craftování, jsou většinou vyhledávány a lidé, kteří je vlastní získávají popularitu v komunitě.
Celkově je 1527 kosmetických předmětů. Pouze 109 kosmetických předmětů může mít kvalitu „vintage“, 175 může mít kvalitu „strange“, 289 může mít kvalitu „genuine“, 78 může mít kvalitu Collector's a 993 předmětů lze přebarvit 29.5 druhy barev použitím Paint Can.
Ve snaze udělat kosmetické předměty více rozšířené bez obětování cennosti aktuálních předmětů, Valve udělalo některé předměty dostupné hráčům jako odměnu za dokončení herních achievementů. Jiné předměty byly přidány jako bonus pro speciální nabídky a propagaci jiných her. I když je možné získat většinu z těchto kosmetických přípravků prostřednictvím obchodování s ostatními hráči, neexistuje možnost koupit tyto kosmetické doplňky v Mann Co. Store (kromě těch, které byly vydány společně s Total War: SHOGUN 2, Deus Ex: Human Revolution a QUAKECON Pack). Pouze hráči s prémiovým typem účtu mohou získat náhodný kosmetický předmět díky item drop systému.
S vydáním Mann-Conomy Updatu, Unusual verze některých kosmetických předmětů mají 0.66% šanci, že budou otevřeny, když hráč otevírá Mann Co. Supply Crate. Tyto doplňky jsou naprosto stejné jako unikátní kosmetické předměty, až na to, že mají 1 ze 79 speciálních efektů, náhodně vybraných z příslušných skupin krabic (některé efekty lze získat pouze během speciálních událostí)když se klobouk získá.

## Meet the Team
Společnost Valve vytvořila 10 propagačních videí, která popisují vzhled a vlastnosti všech postav a jednoho předmětu zastoupených ve hře Team Fortress 2. Tato videa jsou dostupná na YouTube:
- Meet the Pyro  – seznámení se s Pyrem.
- Meet the Medic  – seznámení se s Medicem.
- Meet the Spy  – seznámení se se Spyem.
- Meet the Sniper  – seznámení se se Sniperem.
- Meet the Scout  – seznámení se se Scoutem.
- Meet the Demoman  – seznámení se s Demomanem.
- Meet the Engineer  – seznámení se s Engineerem.
- Meet the Soldier  – seznámení se se Soldierem.
- Meet the Heavy  – seznámení se s Heavym.

## Komiksy
K aktualizacím také byli zdarma vydávány komiksy na stránkách hry Šablona:Anglicky, které popisují příběh herní série. Pro zajímavost vyšel po sedmi letech poslední díl série. 7

## Mann vs. Machine
Mann vs. Machine (MvM) je součástí hry Team Fortress 2 od 15. srpna 2012. Cílem Mann vs. Machine je spojit všech devět herních tříd v tým (červený tým hráčů brání), aby všichni bojovali bok po boku proti robotům (modrý tým robotů útočí). Úkol robotů je odnést bombu na spawn; pokud bomba vybuchne, kolo se opakuje. Z robota, kterého zabil hráč, vypadnou peníze, ty lze potom použít v „obchodě“ na spawnu červených na různá vylepšení. Peníze, které leží na zemi delší dobu, zmizí. Vylepšení skupin jsou podobná u každé skupiny, hraje však roli zbraň, ty mají většinou rozdílné a občas i unikátní vylepšení.
Pro inženýra je v MvM největším nepřítelem tzv. Sentry Buster (není, stačí počkat až SB doběhne k Sentry, tu vezmete a odběhnete pryč), vzhledově podobný speciálním bombám z Demomanova vrhače, které jsou avšak mnohem větší a na jejich spodku se nachází nohy k pohybu. Sentry Buster má 2 500 života. Zničení inženýrových budov probíhá tak, že Sentry Buster přiběhne k inženýrově Sentry, sedne si a po pár sekundách vybuchne. Pokročilý hráč stihne se Sentry utéct, nebo má koupené vylepšení ÜberCharge s tímto vylepšením se zachrání tak, že když se Sentry Buster přiblíží, aktivuje inženýr ÜberCharge. ÜberCharge se aplikuje na inženýra i na jeho Sentry; na Dispenser a na teleporty ÜberCharge neplatí.
Map pro Mann vs. Machine je celkem 7:
- Big Rock – byla vydána společně s MvM a obsahuje celkem 15 lékárniček a 15 krabic s municí.
- Coal Town – byla vydána společně s MvM a obsahuje celkem 7 lékárniček a 12 krabic s municí.
- Decoy – byla vydána společně s MvM a obsahuje celkem 5 lékárniček a 5 krabic s municí.
- Ghost Town – byla vydána 26. října 2012 jako součást Halloweenu a obsahuje celkem 7 lékárniček a 12 krabic s municí.
- Mannhattan – byla vydána 21. listopadu 2013 a obsahuje celkem 8 lékárniček a 9 krabic s municí.
- Mannworks – byla vydána společně s MvM a obsahuje celkem 7 lékárniček a 7 krabic s municí.
- Rottenburg – byla vydána 21. listopadu 2013 a obsahuje celkem 14 lékárniček a 15 krabic s municí.

## Herní módy a jejich mapy

### Payload
První dva mapové podklady (a nový herní mód) byly vydány 29. dubna 2008. V Payload mapách musí modrý tým (BLU) dotlačit vozík plný výbušnin přes několik záchytných bodů (checkpointů) až k základně červeného týmu (RED) v určitém časovém limitu – každý další projetý checkpoint časový limit zvyšuje. Hráči z modrého týmu pohybují vozíkem tak, že poblíž něho prostě stojí, čím více hráčů u něj stojí, tím rychleji se pohybuje (všechny herní třídy tlačí rychlostí 1, Scout tlačí rychlostí 2); pokud je u něj nepřítel, nemůže se pohybovat dopředu, pokud u něj stojí Medic s ÜberCharge vozík se také nemůže pohybovat. Pokud u vozíku nebude stát žádný modrý hráč, začne vozík couvat a zastaví se na záchytném bodu. Vozík funguje jako Dispenser na úrovní 1, munice nebude doplněna hráčům, kteří jsou přímo před vozíkem. Payload je doporučen pro všechny hráče. Map, určených pro Payload, je celkem 8:
- Badwater Basin – byla vydána 19. srpna 2008 a obsahuje celkem 19 lékárniček a 19 krabic s municí.
- Barnblitz – byla vydána 23. června 2011 a obsahuje celkem 16 lékárniček a 15 krabic s municí.
- Frontier – jedná se o komunitní mapu, byla vydána 24. února 2011 a obsahuje celkem 22 lékárniček a 24 krabic s municí.
- Gold Rush – byla vydána 29. dubna 2008 a obsahuje celkem 27 lékárniček a 30 muničních krabic.
- Hoodoo – jedná se o komunitní mapu, byla vydána 21. května 2009 a obsahuje celkem 29 lékárniček a 28 krabic s municí.
- Thunder Mountain – byla vydána 8. července 2010 a obsahuje celkem 50 lékárniček a 37 krabic s municí.
- Upward – byla vydána 8. července 2010 a obsahuje celkem 13 lékárniček a 17 krabic s municí.
- Cactus Canyon – byla vydána 8. července 2014 a obsahuje celkem 28 lékárniček a 34 krabic s municí.

### King of the Hill
Tento herní mód byl vydán 13. srpna 2009. King of the Hill se soustředí na jediný kontrolní bod ve středu mapy, který je neutrální a zamčený na začátku kola. Týmy musí najít cestu a zabrat bod. Když je bod zabrán, hodiny týmu který tak učinil začnou odpočítávat tři minuty. Pokud po tuto dobu zabere bod konkurenční tým, začnou jeho hodiny odpočítávat tři minuty a hodiny prvního týmu se zastaví dokud není bod znovu zabrán. Tým který zabere bod a jehož hodiny odpočítají limit jako první vyhrává hru. King of the Hill je určen pro všechny hráče. Map, které jsou adaptovány pro KOTH, je celkem 10:
- Badlands – byla vydána 14. dubna 2011 a obsahuje celkem 5 lékárniček a 6 krabic s municí.
- Eyeaduct – používá se jako Halloween mapa, byla vydána 27. října 2011 a obsahuje celkem 6 lékárniček a 6 krabic s municí.
- Ghost Fort ) – používá se jako Halloween mapa, byla vydána 26. října 2012 a obsahuje celkem 11 lékárniček a 8 krabic s municí.
- Harvest – komunitní mapa, byla vydána 29. října 2009 a obsahuje celkem 8 lékárniček a 8 krabic s municí.
- Harvest Event – rovněž komunitní mapa, je používána při Halloweenu, byla vydána 29. října 2009 a obsahuje celkem 8 lékárniček a 8 krabic s municí.
- Kong King – jedná se o komunitní mapu, byla vydána 10. srpna 2012 a obsahuje celkem 10 lékárniček a 12 krabic s municí.
- Lakeside – jedná se o komunitní mapu, byla vydána 10. srpna 2012 a obsahuje celkem 9 lékárniček a 7 krabic s municí.
- Nucleus – byla vydána 13. srpna 2009 a obsahuje celkem 4 lékárničky a 7 krabic s municí.
- Sawmill – byla vydána 13. srpna 2009 a obsahuje celkem 6 lékárniček a 6 krabic s municí.
- Viaduct – byla vydána 13. srpna 2009 a obsahuje celkem 4 lékárničky a 6 krabic s municí.

### Control Point
Control Point byl vydán společně s hrou. Dělí se na standardní Control Point, Útok/Obrana a její středověkou verzi. Všechny verze byly vydány společně s hrou a dohromady ve hře tvoří 22 map.

#### Control Point
Oba týmy začínají se dvěma obsazenými body. Jeden, neutrální, zůstává ve středu mapy. Tým, který obsadí všechny body vyhrává. Map pro Control Point je 13:
- 5Gorge – byla vydána 19. ledna 2011 a obsahuje celkem 23 lékárniček a 23 krabic s municí.
- Badlands – byla vydána 14. února 2008 a obsahuje celkem 18 lékárniček a 22 krabic s municí.
- Coldfront – komunitní mapa, byla vydána 8. července 2010 a obsahuje celkem 16 lékárniček a 14 krabic s municí.
- Fastlane – komunitní mapa, byla vydána 19. června 2008 a obsahuje celkem 15 lékárniček a 22 krabic s municí.
- Foundry – byla vydána 15. prosince 2011 a obsahuje celkem 18 lékárniček a 18 krabic s municí.
- Freight – komunitní mapa, byla vydána 28. dubna 2010 a obsahuje celkem 14 lékárniček a 20 krabic s municí.
- Gullywash – komunitní mapa, byla vydána 13. října 2011 a obsahuje celkem 20 lékárniček a 14 krabic s municí.
- Granary – byla vydána společně s hrou a obsahuje celkem 12 lékárniček a 8 krabic s municí.
- Well – byla vydána společně s hrou a obsahuje celkem 12 lékárniček a 18 krabic s municí.
- Yukon – komunitní mapa, byla vydána 13. srpna 2009 a obsahuje celkem 16 lékárniček a 14 krabic s municí.
- Standin – komunitní mapa, byla vydána 10. července 2013 a obsahuje celkem 8 lékárniček a 8 krabic s municí.
- Snakewater – komunitní mapa, byla vydána 10. července 2013 a obsahuje celkem 12 lékárniček a 20 krabic s municí.
- Process – komunitní mapa, byla vydána 21. listopadu 2013 a obsahuje celkem 11 lékárniček a 20 krabic s municí.

#### Útok/Obrana
Červený tým začíná se zabranými všemi body a jeho úkolem je body udržet. Pokud všechny body zabere tým modrých, červený tým prohrál. Vyprší-li časový limit a je alespoň jeden bod pod nadvládou červeného týmu, tak červený tým vítězí. Červený tým zpětně nemůže obsazovat body. Map pro Útok/Obrana je 10:
- Dustbowl – byla vydána společně s hrou a obsahuje celkem 25 lékárniček a 23 krabic s municí.
- Egypt – komunitní mapa, byla vydána 24. února 2009 a obsahuje celkem 16 lékárniček a 22 krabic s municí.
- Gorge – byla vydána 17. prosince 2009 a obsahuje celkem 13 lékárniček a 14 krabic s municí.
- Gravel Pit – byla vydána společně s hrou a obsahuje celkem 7 lékárniček a 9 krabic s municí.
- Junction – komunitní mapa, byla vydána 24. února 2009 a obsahuje celkem 9 lékárniček a 7 krabic s municí.
- Steel – komunitní mapa, byla vydána 19. srpna 2008 a obsahuje celkem 18 lékárniček a 17 krabic s municí.
- Mountain Lab – komunitní mapa, byla vydána 27. října 2010 a obsahuje celkem 16 lékárniček a 12 krabic s municí.
- Mann Manor – komunitní mapa určená pro Halloween, byla vydána 27. října 2010 a obsahuje celkem 16 lékárniček a 12 krabic s municí.
- Mercenary Park – byla vydána 20. října 2017 a obsahuje celkem 16 lékárniček a 17 krabic s municí.
- Mossrock – komunitní mapa, byla vydána 20. října 2017 a obsahuje celkem 12 lékárniček a 14 krabic s municí.

#### Středověký Útok/Obrana
A jedna speciální mapa pro středověký mód – v tomto módu nejsou povoleny střelné (střílející kulky) zbraně (ve většině případů ty primární).
- DeGroot Keep – byla vydána 17. prosince 2010 a obsahuje celkem 2 lékárničky a 4 krabice s municí.

### Payload Race
Na rozdíl od herního módu Payload disponují oba týmy svojí vlastní bombou a tratí. Takže jednoznačně nelze říct, který tým je obranný a který útočný. Na rozdíl od Payloadu zde není časový limit (a tím pádem vozík necouvá). Vítězí ten tým, který jako první dotlačí bombu skrz nepřátelské teritorium až do cíle. Bomba zde rovněž funguje jako Dispenser na úrovni 1. Mapy, které jsou přizpůsobeny Payload Race, map je zde 7:
- Hightower – byla vydána 8. července 2010 a obsahuje celkem 12 lékárniček a 13 krabic s municí.
- Helltower – určená pro Halloween 2013 byla vydána 29. října 2013 a její předměty na mapě jsou shodné s mapou Hightower.
- Pipeline – byla vydána 21. května 2009 a obsahuje celkem 27 lékárniček a 28 krabic s municí.
- Nightfall – komunitní mapa, vydána 24. února 2011 a obsahuje celkem 28 lékárniček a 29 krabic s municí.
- Banana Bay – komunitou vytvořená mapa, vydána 20. října 2017 a obsahuje celkem 14 lékárniček a 8 krabic s municí.
- Bonesaw – komunitou vytvořená mapa, určená pro Halloween, vydána  5. října 2022 .
- Hacksaw – komunitou vytvořená mapa, určená pro Vánoce, vydána  7. prosince 2023 .

### Capture the Flag
Capture the Flag byl vydán společně s hrou. Oba týmy disponují jedním svítivým kufříkem (známý spíš pod názvem vlajka, či „intel“). Oba týmy tak musejí zároveň kufřík chránit ale i ho nepřátelskému týmu ukrást. Kufříky jsou většinou umístěny v nejhlubší části nepřátelského území. Pro sebrání kufříku je nutné se ho dotknout, jakmile jej některý hráč má na sobě, ztrácí za sebou listy papíru. Je-li hráč nesoucí kufřík zabit, zůstává kufřík po dobu šedesáti sekund na místě, dokud se kufřík nevrátí zpět na své místo, tak jej může tým sebrat z místa, kde hráč zemřel. Kufřík nemohou sebrat nesmrtelní hráči, Soldierové s Rocket Jumperem, Demomanové s Sticky Jumperem, neviditelní Spyové nebo přestrojení Spyové, pokud jej Spy sebere přichází o své krytí. Map pro Capture the Flag je celkem 7:
- 2Fort – byla vydána společně s hrou a obsahuje celkem 6 lékárniček a 6 krabic s municí.
- Double Cross – byla vydána 17. prosince 2009 a obsahuje celkem 9 lékárniček a 8 krabic s municí.
- Sawmill – byla vydána 13. srpna 2009 a obsahuje celkem 9 lékárniček a 6 krabic s municí.
- Turbine – komunitní mapa, byla vydána 19. června 2008 a obsahuje celkem 6 lékárniček a 4 krabice s municí.
- Well – byla vydána 25. ledna 2008 a obsahuje celkem 12 lékárniček a 18 krabic s municí.
- Foundry – byla vydána 22. prosince 2014 a obsahuje celkem 18 lékárniček a 18 krabic s municí.
- Gorge – byla vydána 22. prosince 2014 a obsahuje celkem 13 lékárniček a 14 krabic s municí.
- 2Fort Invasion – komunitní mapa vydána 6. října 2015 a obsahuje celkem 6 lékárniček a 6 krabic s municí.
- Landfall –  komunitní mapa vydána 17. prosince 2015 a obsahuje celkem 8 lékárniček a 8 krabic s municí.